# La Disparue (film, 2022)
Pour l’article homonyme, voir La Disparue.
Pour plus de détails, voir Fiche technique et Distribution.
La Disparue (Last Seen Alive) est un film américain, réalisé par Brian Goodman, sorti en 2022. C'est le remake du même nom sorti en 1993.

## Synopsis
Le film s'ouvre sur une brève scène où le détective Paterson accuse Knuckles de kidnapping et le menace de la prison à vie. Alors que le détective lui serre la gorge, Knuckles finit par révéler : « elle est morte ».
Will et Lisa Spann, mari et femme séparés, se rendent en voiture chez les parents de Lisa, qui a demandé à être séparée. Avant d'arriver à la maison, ils s'arrêtent pour faire le plein et Lisa entre à l'intérieur. Alors que Lisa sort de la station-service, elle est arrêtée par un inconnu et un grand camion blanc s'arrête, bloquant le reste de leur interaction. Will finit de faire le plein et cherche Lisa, mais ne la trouve ni dans le magasin ni dans les toilettes. Il commence à paniquer, cherchant frénétiquement dans toute la zone, appelant son téléphone et demandant si quelqu'un l'a vue. Il appelle finalement la police locale pour signaler sa disparition et se rend chez ses parents.
Les parents de Lisa, Barry et Anna Adams, se disputent avec Will alors qu'il tente de leur raconter ce qui s'est passé et de leur demander leur aide pour la retrouver. Un flashback révèle la tension entre le couple, où Lisa suggère d'abord qu'ils passent du temps ensemble et ne peut pas expliquer pourquoi elle ne s'investit plus dans leur mariage. Will retourne à la station-service et rencontre le détective Paterson, qui pose des questions au commis de la station-service, Oscar, et lui demande des images de vidéosurveillance, ce à quoi Oscar répond que les caméras sont cassées. Ne trouvant aucune piste, le détective retourne à la station et Will interroge Oscar une fois de plus. Constatant que les caméras enregistrent, il commence à soupçonner Oscar et se bat avec lui jusqu'à ce qu'il parvienne à arracher le boîtier de vidéosurveillance du mur. Il montre immédiatement les images à Paterson au poste. Ils regardent le début de l'interaction de Lisa avec l'homme jusqu'à ce que le camion blanc coupe la vue.
L'inspecteur Paterson emmène alors Will pour l'interroger, laissant entendre qu'il est impliqué dans la disparition de Lisa en raison de leur mariage brisé. Will part en colère et montre à Barry et Anna la photo de l'homme et de sa voiture sur la vidéo de surveillance. Anna et Barry identifient l'homme comme étant Knuckles, leur homme à tout faire. Will s'arrête à la caravane de Knuckles et l'interroge sur Lisa. Ils se battent violemment et Will finit par maîtriser Knuckles et lui prendre son arme. Knuckles dit qu'il n'a pas eu le choix et qu'il a été obligé de laisser Lisa avec un certain Frank. Will attache Knuckles avec du ruban adhésif et le met dans son coffre avant de partir à la recherche de Frank, mais il se fait arrêter pour excès de vitesse. Le policier oblige Will à sortir de sa voiture pour la fouiller. Juste avant de trouver Knuckles dans le coffre, Will se précipite dans les bois voisins, sur le bord de la route. Le policier trouve alors Knuckles en train de gémir dans le coffre. Au même moment, le détective Paterson rend visite à Barry et Anna, leur révélant sa liaison avec « Clint », mais a coupé tout contact avec lui par la suite, malgré ses tentatives pour lui tendre la main. Un autre flash-back indique qu'Anna se méfiait de Will.
Will persuade un garde de le laisser entrer dans le laboratoire de Frank, dans les bois remplis de toxicomanes, et voit Oscar arriver, confirmant ainsi ses soupçons. Will se faufile dans le camp à la recherche de Lisa et le détective Paterson interroge Knuckles sur l'enlèvement de Lisa. Un flashback révèle le moment où Knuckles enlève Lisa, la menaçant dans sa voiture. Will traque tranquillement Frank dans un bâtiment, se remémorant momentanément les bons moments passés avec sa femme, avant de pointer une arme sur Frank et de le supplier de lui dire où se trouve sa femme. Il finit par abattre Frank et l'un de ses hommes alors que le bâtiment prend feu avec tous les produits chimiques de la drogue et les réservoirs inflammables.
La scène du début avec le détective Paterson et Knuckles se répète alors que Paterson pousse Knuckles à avouer. Finalement, Knuckles révèle que Lisa est morte et qu'il l'a kidnappée pour la rançonner à Will, décrivant comment il a été forcé par Frank à réparer son « erreur » et à creuser un trou pour l'enterrer. Will, désormais libre de fouiller le camp, rencontre Oscar, qui lui révèle qu'il a le téléphone de Lisa et qu'il sait où elle se trouve, exigeant 20 000 dollars en échange d'informations. Le bâtiment explose soudainement, tuant Oscar, et le détective Paterson arrive sur les lieux. Il dit à Will de rester et va enquêter sur le trou, le trouvant vide et non rempli. Au même moment, Will entend des coups provenant d'un hangar voisin et trouve une Lisa terrifiée mais vivante, attachée. Ils s'embrassent et il la porte dehors.
Chez les Adams, le détective Paterson s'arrête brièvement pour informer Will que Knuckles a avoué et laisse entendre qu'il sait que tous les employés du laboratoire ne sont pas morts dans l'explosion, car on a trouvé des blessures par balle sur certains corps. Il sourit et s'en va. Lisa dit à Will qu'elle veut lui montrer quelque chose et ils s'en vont, souriants et se tenant la main.

## Fiche technique
- Titre : Last Seen Alive
- Réalisation : Brian Goodman
- Scénariste : Marc Frydman
- Compositeur : Sam Ewing
- Pays d'origine :  États-Unis
- Année de production : 2022
- Durée : 95 minutes
- Genre : Thriller, action
- Langue : Anglais
- Revenus : $5,9 millions[2]
- Dates de sortie :
  - États-Unis : 3 juin 2022
  - France : 1er août 2022 (en VOD)

## Distribution
- Gerard Butler (VFB : Nicolas Matthys) : Will Spann
- Jaimie Alexander (VFB : Valérie Muzzi) : Lisa Spann
- Russell Hornsby (VFB : Jean-Michel Vovk) : Patterson
- Ethan Embry (VFB : Steve Driesen) : Knuckles
- Michael Irby (VFB : Alain Eloy) : Oscar
- Bruce Altman (VFB : Robert Guilmard) : Barry Adams
- Cindy Hogan (VFB : Fabienne Loriaux) : Anna Adams
- Dani Deetté (VFB : Marie-Line Landerwijn) : le sergent Andersen

## Production et sortie
Le film a été tourné sous le titre de Chase et a été acquis pour distribution par Voltage Pictures en juillet 2021. Il est ajouté à Netflix aux États-Unis le 1er octobre 2022.